# Рейхштейн, Тадеуш
Таде́уш Ре́йхштейн (пол. Tadeusz Reichstein, 20 июля 1897, Влоцлавек, Российская империя — 1 августа 1996, Базель, Швейцария) — швейцарский химик, лауреат Нобелевской премии по физиологии и медицине в 1950 году (совместно с Эдуардом Кендаллом и Филипом Хенчем) «за открытия, касающиеся гормонов коры надпочечников, их структуры и биологических эффектов». Независимо от Эдуарда Кендалла выделил кортизон и установил его химическое строение.

## Биография
Ранние детские годы провёл в Киеве, где его отец, выпускник Петербургского политехникума Исидор Райхштейн, работал инженером по сахаропереработке. В 1906 году семья покинула Киев и поселилась в Цюрихе, а Тадеуш был отправлен на учёбу в интернат в Йене.
В 1916 году Рейхштейн начал изучать химию в Швейцарской высшей технической школе Цюриха, получил диплом в 1920 году. Проработав год в промышленности. он приступил к докторантуре у профессора Германа Штаудингера. В 1922 году получил степень и под руководством Штаудингера начал исследования состава ароматических веществ в жареном кофе. Рейхштейн обнаружил, что аромат кофе придают очень сложные вещества, среди которых производные фурана, пиррола, а также вещества, содержащие серу. Опубликовал в этот период серию работ по этим веществам и по новым методам их демонстрации и изготовления, а также по ароматическим веществам в цикории.
С 1929 году работал лектором в Швейцарской высшей технической школе Цюриха, читал лекции по органической и физиологической химии, а в 1931 году, когда его работа над ароматическими веществами в кофе и цикории закончилась, он стал ассистентом профессора Леопольда Ружички.
В 1934 году он был назначен титульным профессором, в 1937 году — доцентом, а в 1938 году — профессором по фармацевтической химии и директором Фармацевтического института в Базельском университете. В 1946 году он занял, кроме того, кафедру органической химии и занимал обе эти должности до 1950 года.
В 1948-1952 годах он руководил строительством и оборудованием нового Института органической химии, стал его директором в 1960 году.
В 1947 году он получил почетную докторскую степень Сорбонны в Париже, а в 1952 году был избран иностранным членом Королевского общества в Лондоне.

## Личная жизнь
В 1927 году женился на Генриетте Луиз Куорлес ван Аффорд, у них была одна дочь.

## Общественная активность
В 1992 году подписал «Предупреждение человечеству».